# فهرست اپراتورهای تلفن همراه در ایران
این نوشته فهرستی از اپراتورهای اصلی تلفن همراه در ایران است.

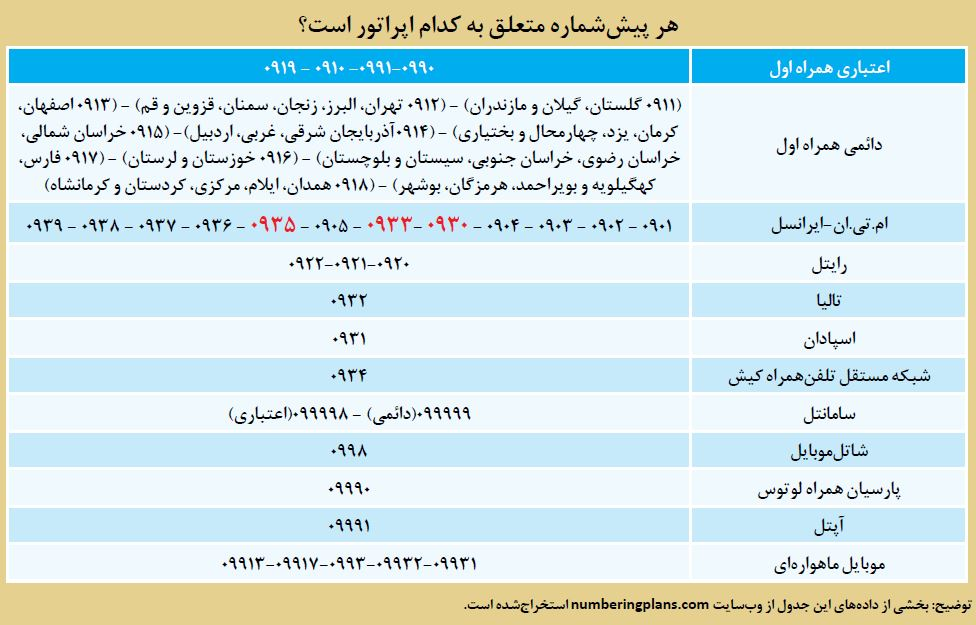
پیش شماره ها

## ارائه دهندگان ارتباطات سیار مجازی MNVO full
- سامانتل ( کیش سل پارس)
- آپتل ( نگین ارتباطات آوا)
- شاتل موبایل - تجهیزات همراه اول ، ایرانسل و رایتل
- لوتوس تل - تجهیزات همراه اول
- تالیا - کنسرسیوم توسعه اعتماد مبین - بانک آینده - میزبان: تجهیزات همراه اول-خیر طرح نامحدود ندارد[۲۱]

## جستارهایی وابسته
- شماره های تلفن در ایران
- ارتباطات در ایران